# عباس امیری‌فر
عباس امیری‌فر (زاده ۱۳۳۶) روحانی و سیاستمدار ایرانی است، که بعنوان دبیرکل جامعه وعاظ ولایی فعالیت می‌کند. وی از اعضای بازنشسته سپاه پاسداران است و در دولت نهم رئیس شورای فرهنگی و امام جماعت مسجد نهاد ریاست جمهوری بود و در دولت دهم نیز بعنوان مشاور فرهنگی نهاد ریاست جمهوری فعالیت می‌کرد. او در جریان انتخابات مجلس نهم از سوی شورای نگهبان رد صلاحیت شد.

## بازداشت
عباس امیری‌فر در ۱۲ اردیبهشت ۱۳۹۰ بنا بر اتهاماتی دستگیر شد. وی از نزدیکان اسفندیار رحیم‌مشایی محسوب می‌گردد. اما خانواده امیری‌فر پس از تماس تلفنی با او، این ادعا را رد کردند.
عباس امیری‌فر پس از ۴۰ روز بازداشت در سلول انفرادی، از زندان آزاد شد، اما در همان روز بلافاصله دوباره بازداشت شد. به گزارش ایرنا او این بار زندانی دادگاه ویژه روحانیت شد، که در نهایت به دستور سیدعلی خامنه‌ای آزاد گردید. در حالی که به نوشته ایرنا امیری‌فر در ۴۰ روز اول در بازداشت دادستانی عمومی و انقلاب تهران بوده، نخستین گزارش‌ها از دستگیری او در اردیبهشت‌ماه توسط دادگاه ویژه روحانیت حکایت داشت. همسر امیری‌فر در رابطه با این بازداشت گفته‌است:
«همسرم گویا در بند ۵۰۰ یا بند روحانیون زندان اوین زندانی است. دادگاه ویژه روحانیت، همسرم را به اتهام قبلی یعنی دست داشتن در تولید و توزیع فیلم مستند ظهور بسیار نزدیک است، دستگیر کرده‌است، در حالی که در حیرت تمام می‌بینیم که سازندگان این فیلم مستند، در آزادی کامل به سر می‌برند و همسرم بارها در محافل گوناگون و مصاحبه با رسانه‌ها، دخالت خود در تولید این فیلم را تکذیب کرده‌است.»
وی در مراسمی در مسجد نهاد ریاست جمهوری، تهمت‌های احمد علم‌الهدی، از نمایندگان مجلس خبرگان و امام جمعه مشهد، به اسفندیار رحیم‌مشایی را مستوجب حد شرعی دانست.

## تکذیب اعترافات
عباس امیری فر در گفتگو با روزنامه ایران گفت: هر گونه سخن از سوی بنده که به عنوان اعتراف منتشر شده‌است را کذب می‌دانم و آن را صریحاً رد می‌کنم. پیش از این برخی رسانه‌ها، به نقل از امام جمعهٔ کاشان ادعا کردند که امیری فر در زندان به مفاسد مالی اعتراف کرده‌است.